# Измама с ценни книжа
Измама с ценни книжа (на английски: Securities fraud) – категория сериозно престъпление на белите якички, при което дадено физическо или юридическо лице, като напр. брокер на фондова борса, брокерска фирма, инвестиционен посредник, корпорация или инвестиционна банка предоставят невярна информация, която инвеститорите ползват за вземане на инвестиционно решение. Измама с ценни книжа може да бъде извършена също и от физически лица (като напр. наемане на брокер с вътрешна информация). Видовете невярно представяне, касаещи това престъпление, включват предоставяне на невярна информация, укриване на ключова информация, даване на лош или злонамерен съвет, предлагане срещу пари или действие на база вътрешна информация. Сигналите за измама с ценни книжа се разследват от Комисията за търговия с ценни книжа – (Securities and Exchange Commission (SEC) и Националната асоциация на дилъри на акции (National Association of Securities Dealers –NASD). Това престъпление може да носи както наказателна така и административна отговорност, резултатът от което е изпращане в затвора и/или глоби. Някои общи видове измама с ценни книжа включват манипулиране цените на акциите, предоставяне на невярна информация в данъчната декларация, и участие във финансово-счетоводни измами. Някои от известните примери за измама с ценни книжа са скандалите с Lemon Bros напр.